# Verónica (Punta Indio)
Verónica is een plaats in het Argentijnse bestuurlijke gebied Punta Indio in de provincie Buenos Aires. De plaats telt 6,546 inwoners.

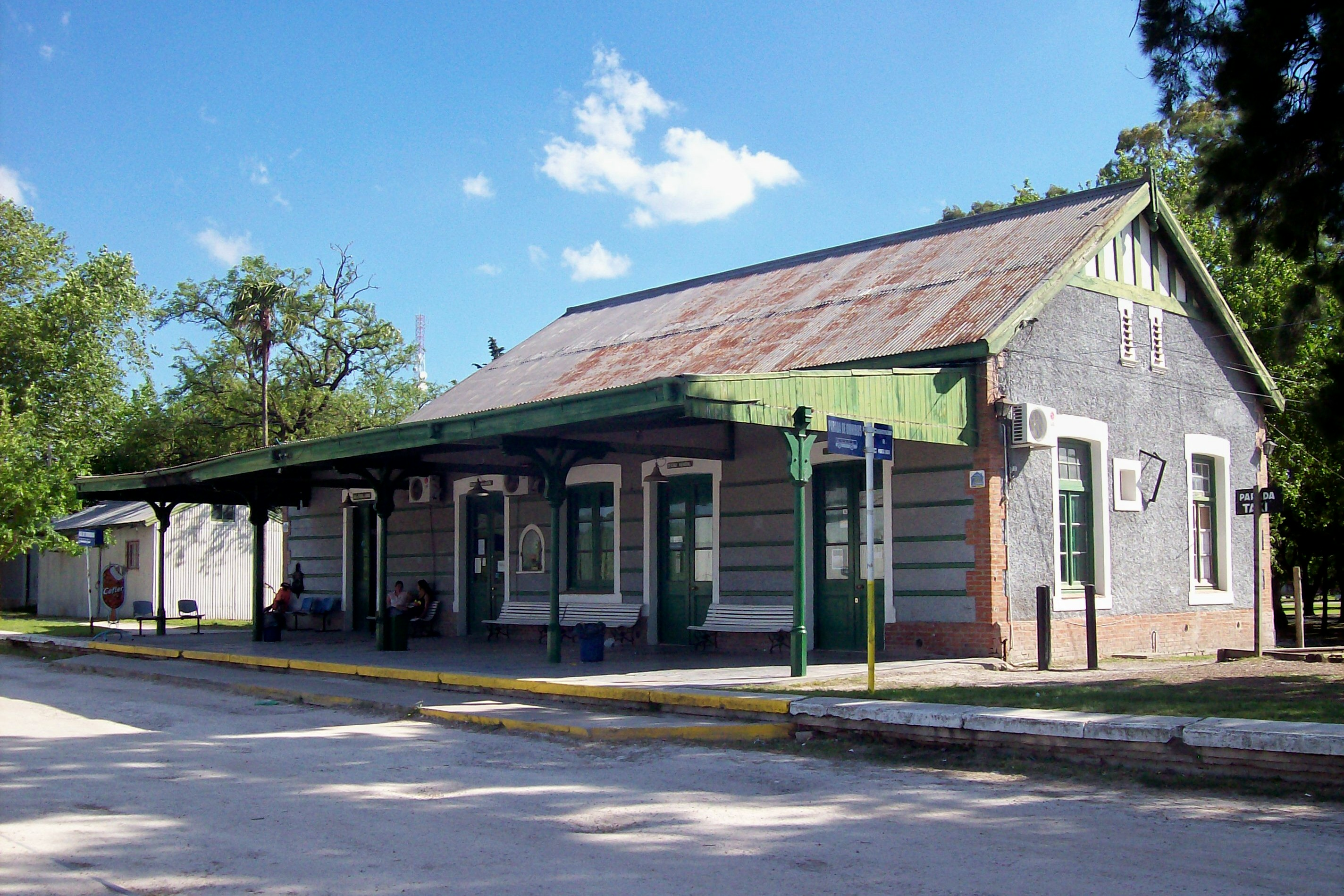
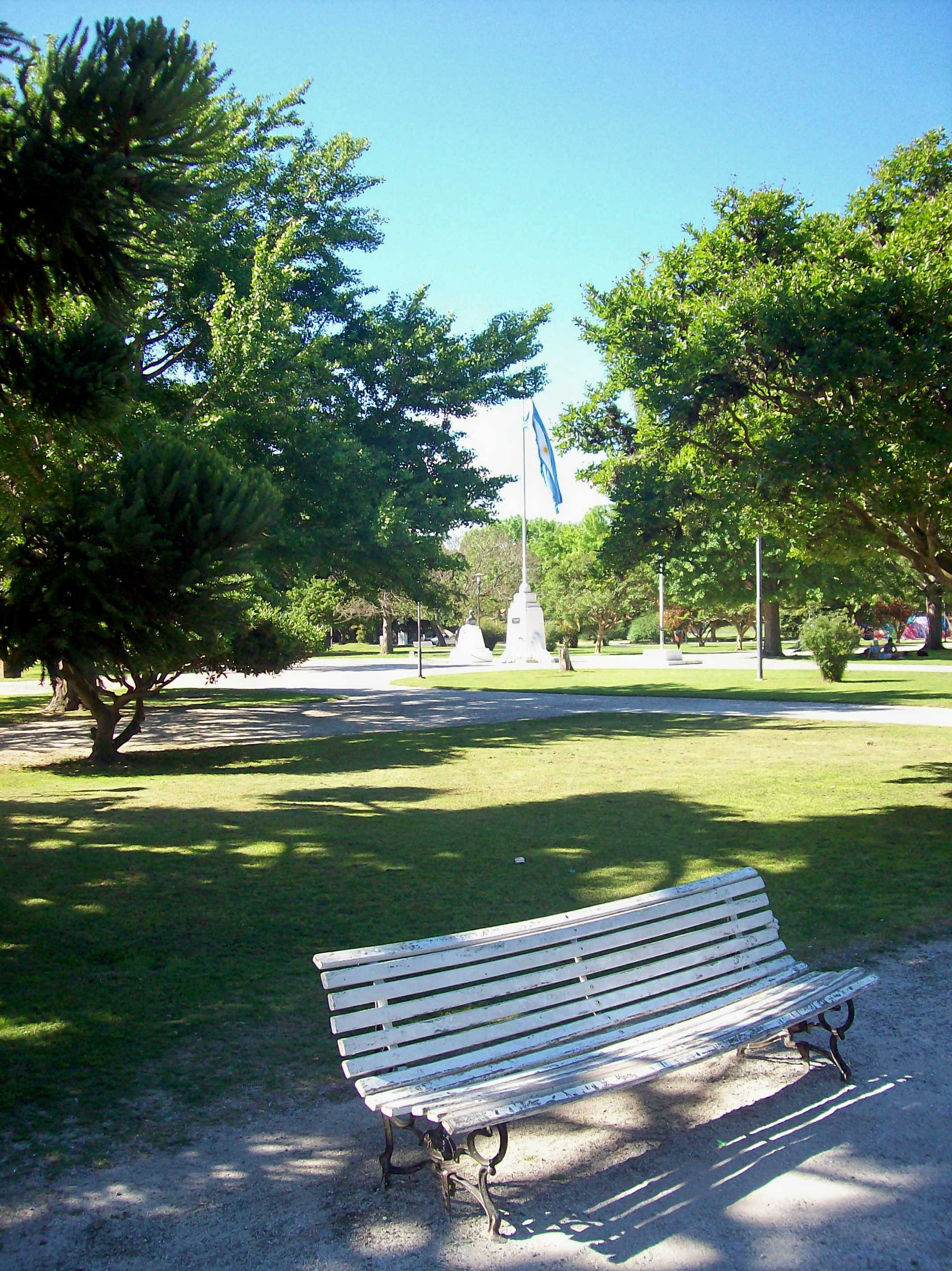
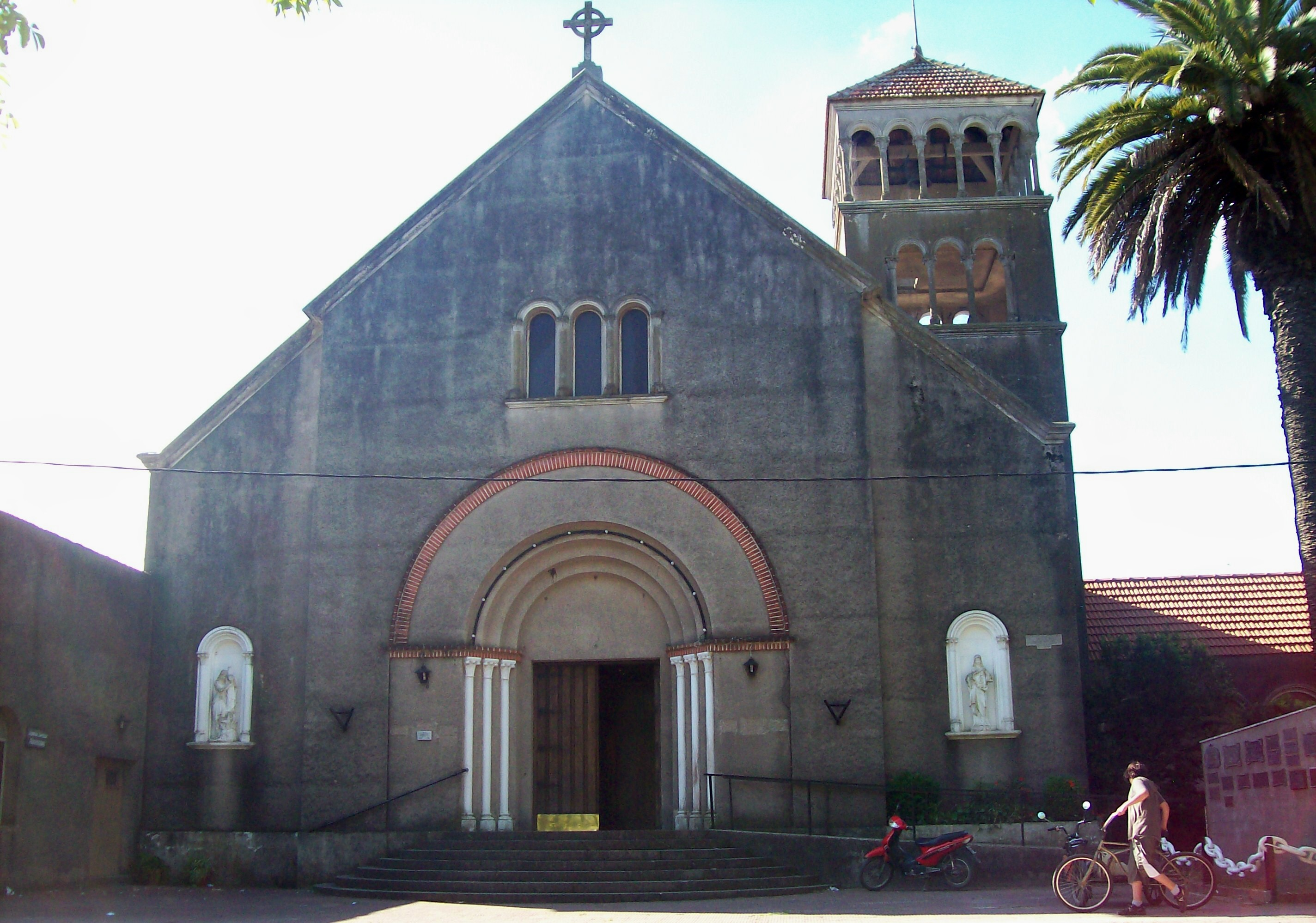